# Kaple Nanebevstoupení Páně (Jeruzalém)

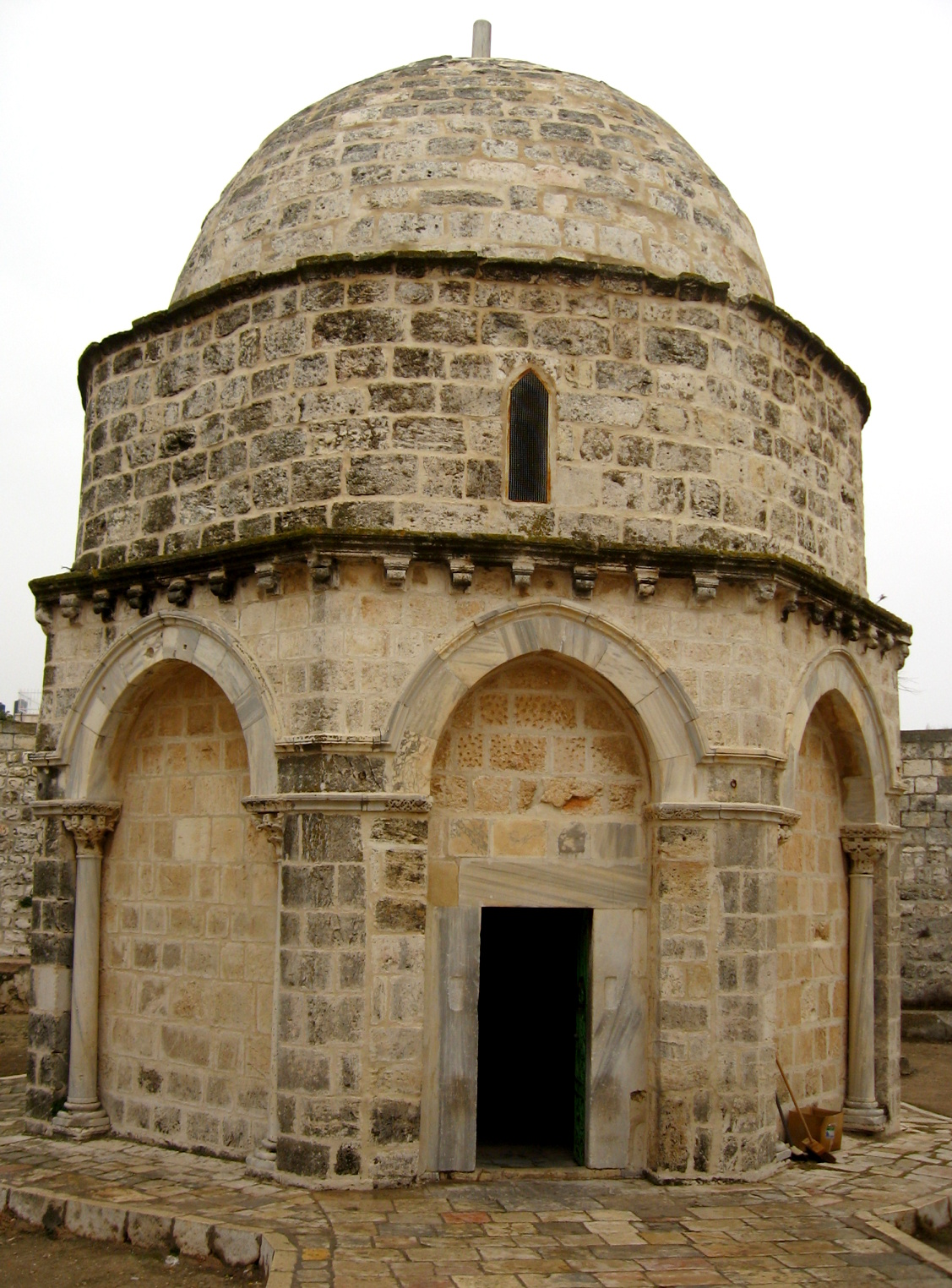
Kaple Nanebevstoupení (edikula)

Kaple Nanebevstoupení Páně (hebrejsky: קפלת העלייה kapelat ha-alija; řecky: Εκκλησάκι της Αναλήψεως, Ekklisáki tis Analípeos). Tato svatyně se nachází na Olivové hoře v jeruzalémské čtvrti At-Túr. Je součástí většího komplexu sestávajícího nejprve z křesťanského kostela a kláštera a poté z islámské mešity a nachází se na místě, které je tradičně považováno za pozemské místo, odkud Ježíš po svém zmrtvýchvstání vystoupil na nebesa. Nachází se zde kamenná deska, o níž se věří, že obsahuje jednu z jeho stop.

## Původ
Téměř 300 let po Ježíšově nanebevstoupení se první křesťané začali tajně shromažďovat v malém jeskynním klášteře na Olivové hoře. Vydání Milánského ediktu římským císařem Konstantinem I. v roce 313 umožnilo křesťanům uctívat Boha bez státního pronásledování. V roce 384 bylo místo začleněno do konstantinopolské baziliky Eleona. Svatá Helena během své pouti  do Svaté země v letech 326-328 identifikovala dvě místa na Olivové hoře, která jsou spojena s Ježíšovým životem – místo jeho nanebevstoupení a jeskyni spojenou s jeho učením modlitby Páně – a po návratu do Říma nařídila na těchto místech vybudovat dvě svatyně.

### 4. století
První komplex postavený na místě dnešní kaple byl známý jako Imbomon (řecky "na kopci"). Byla to rotunda otevřená k nebi, obklopená kruhovými portiky a oblouky. Někdy v letech 384-390 n. l. financovala Poimenia, bohatá a zbožná římská šlechtična z císařské rodiny, stavbu kostela v byzantském stylu "kolem posledních Kristových stop". Imbomon, stejně jako nedaleká bazilika Eleona a další kláštery a kostely na Olivové hoře, byly zničeny vojsky perského šáha Husrava II. během závěrečné fáze byzantsko-sasanských válek v roce 614.

### 7. století
Na konci 7. století byl kostel přestavěn. Francký biskup a poutník Arculf popisuje při své pouti do Jeruzaléma kolem roku 680 tento kostel jako "kulatou stavbu otevřenou k nebi, do níž se vcházelo třemi portiky z jihu. Osm lamp v noci jasně svítilo okny obrácenými k Jeruzalému. Uvnitř byla centrální edikula s Kristovými stopami, jasně a zřetelně otisknutými v prachu, uvnitř zábradlí."

### 12. století
Přestavěný kostel byl nakonec zničen a podruhé obnoven křižáky ve 12. století. Saladinova vojska kostel později zdecimovala a zůstala po něm jen částečně neporušená vnější osmiboká zeď o rozměrech 12x12 metrů obklopující vnitřní osmibokou svatyni o rozměrech 3x3 metry, nazývanou martyrium nebo edikula. Tato stavba stojí dodnes, i když byla částečně pozměněna v době po Saladinově dobytí Jeruzaléma v roce 1187. Bývalá kaple patří muslimům.

## Popis kaple
Edikula – hlavní stavba kaple pochází z křižáckého období, kamenná kopule a osmiboký buben, na kterém stojí, jsou muslimské přírůstky. Vnější stěny jsou zdobeny oblouky a mramorovými sloupy. Vchod směřuje na západ a jižní stěnu kaple tvoří mihráb ukazující směr Mekky.
Skála Nanebevstoupení – edikula obklopuje kamennou desku zvanou "skála Nanebevstoupení". Říká se, že obsahuje pravý otisk Kristovy nohy, zatímco část s levým otiskem nohy byla ve středověku převezena do mešity Al-Aksá. Věřící věří, že otisk vznikl při Ježíšově výstupu na nebesa, a je uctíván jako poslední místo na zemi, kterého se vtělený Kristus dotkl.

## Muslimská historie a tradice
Po pádu Jeruzaléma v roce 1187 byl zničený kostel a klášter opuštěn křesťany, kteří přesídlili do Akkonu. V této době Saladin zřídil Olivovou horu jako vakf svěřený dvěma šejkům – al-Salihu Wali al-Dinovi a Abu Hasanovi al-Hakarimu. Tento vakf byl zapsán v dokumentu z 20. října 1188. Kaple byla přestavěna na mešitu a byl v ní instalován mihráb. Protože naprostou většinu poutníků na toto místo tvořili křesťané, Saladin jako gesto kompromisu a dobré vůle nařídil postavit poblíž druhou mešitu pro muslimské bohoslužby, zatímco křesťané nadále navštěvovali hlavní kapli – přesto však napětí mezi křesťany a muslimy během následujících 300 let vzrůstalo.
V současné době je tato budova pod správou Jeruzalémského islámského vakfu a za symbolický poplatek je přístupná návštěvníkům všech vyznání. Podle muslimské tradice je zde pohřbena islámská mystička Rabia z Basry.

## Křesťanská tradice
Křesťanská tradice uvádí, že je zde pohřbena svatá Pelagie Antiochijská. V životopise křesťanské poustevnice a kajícnice ze 4. nebo 5. století Život svaté Pelagie Nevěstky, se uvádí, že si "postavila celu na Olivové hoře". Tam žila svatým životem v přestrojení za mnicha a "vykonala... mnoho zázraků". O několik let později zemřela kvůli své přísné askezi "a svatí otcové nesli její tělo k pohřbu."

## Židovská tradice
Židovská tradice připisuje hrobku prorokyni Chuldě a je zaznamenána od roku 1322, Další tradice existuje od 2. století, Tosefta, která umisťuje hrobku Chuldy do jeruzalémských městských hradeb.

## Okolí
Naproti kapli se nachází řecký pravoslavný klášter Nanebevstoupení Páně, obytná budova postavená na začátku 20. století a malý kostel postavený v letech 1987-1992. Ruský pravoslavný klášter Nanebevstoupení Páně, postavený v roce 1870, se nachází asi 200 metrů východně od kaple a žije v něm asi 40 mnišek. Severně od kaple se nachází nemocnice Makassed, jižně od ní kostel Pater Noster a severovýchodně od kaple kostel Nanebevstoupení Páně (v areálu Augusta Victoria).

## Galerie

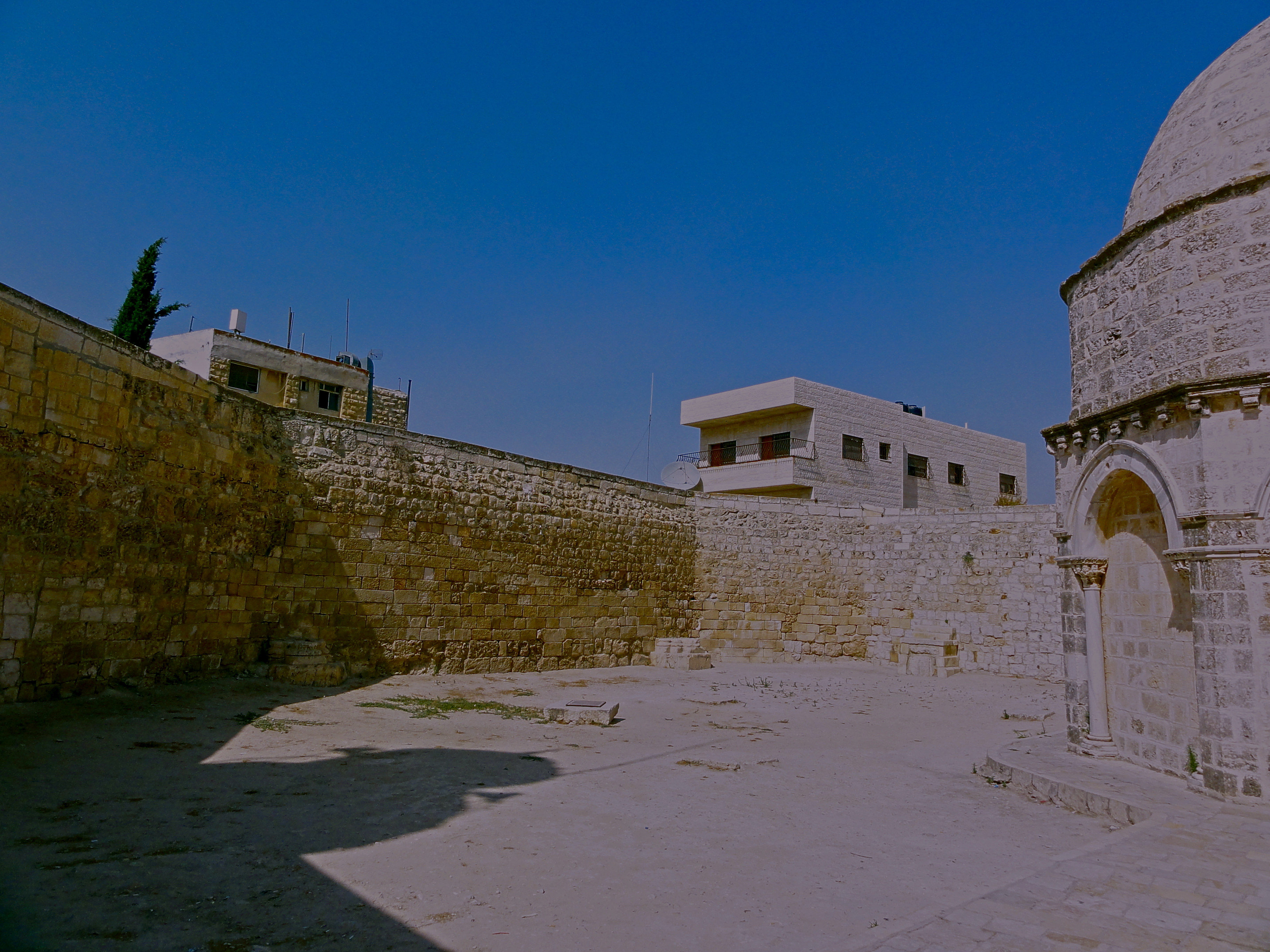
Kaple (vpravo) a osmiboká zeď zničeného křižáckého kostela.
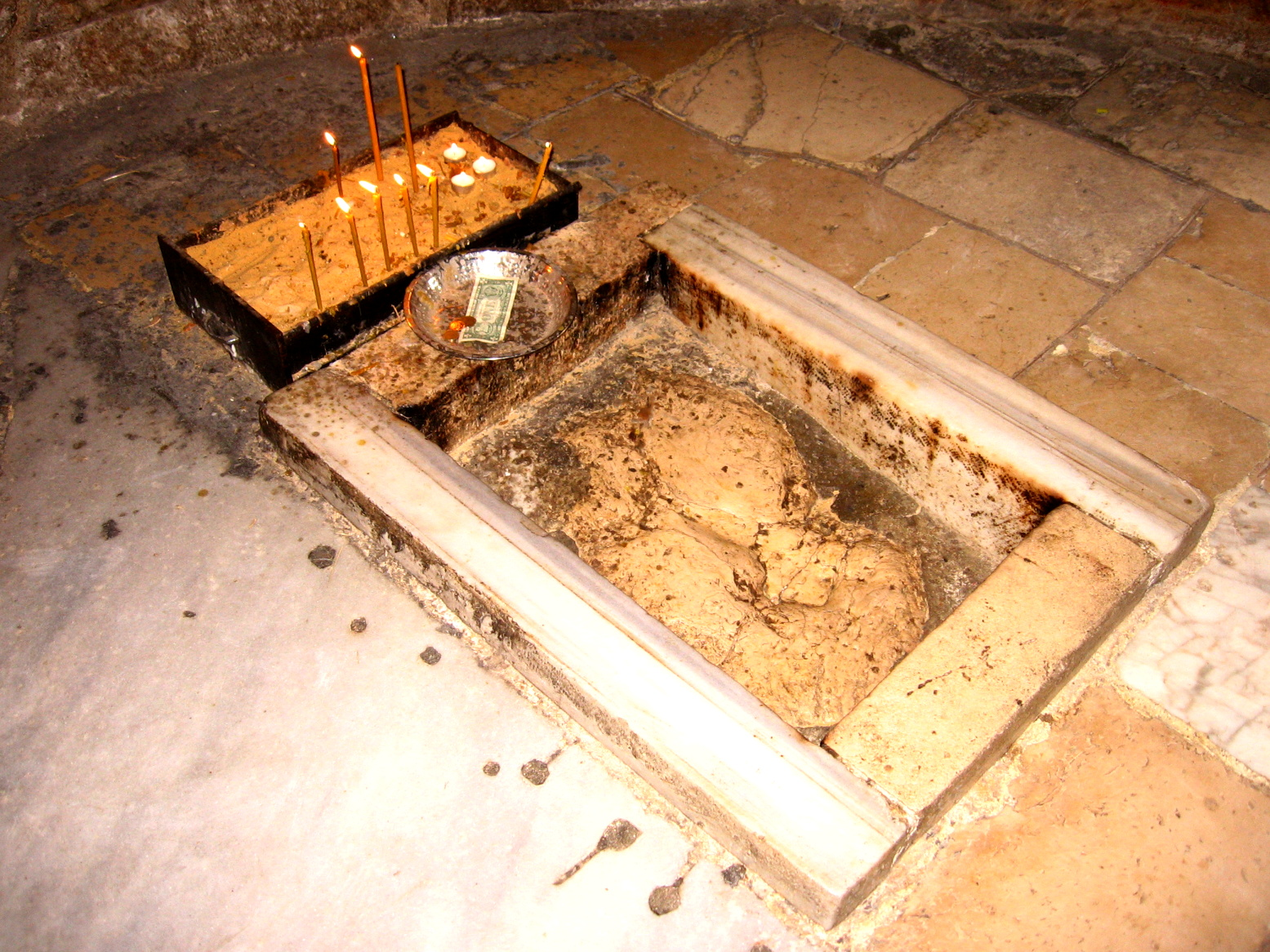
Skála Nanebevstoupení
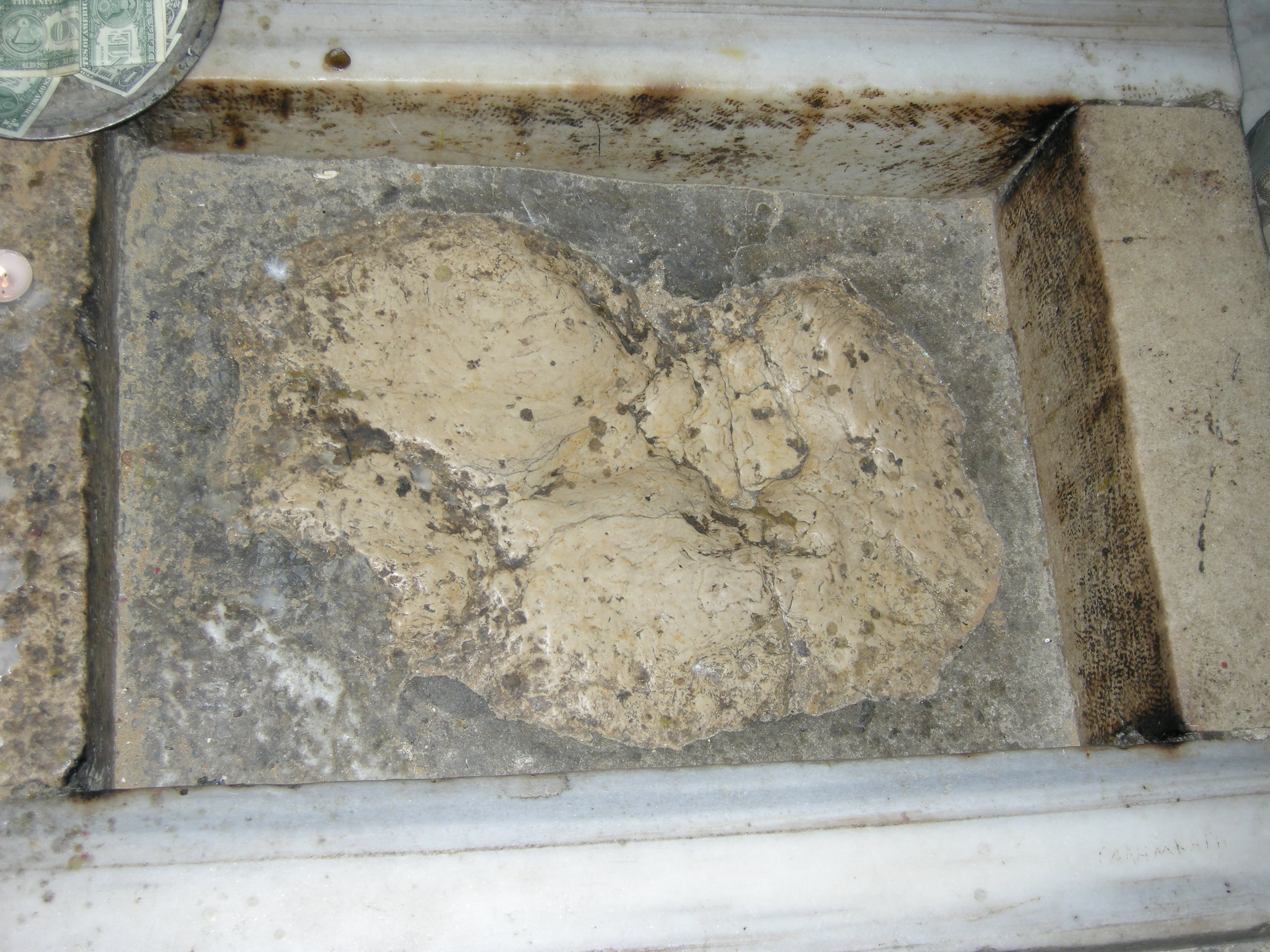
Skála Nanebevstoupení (detail)
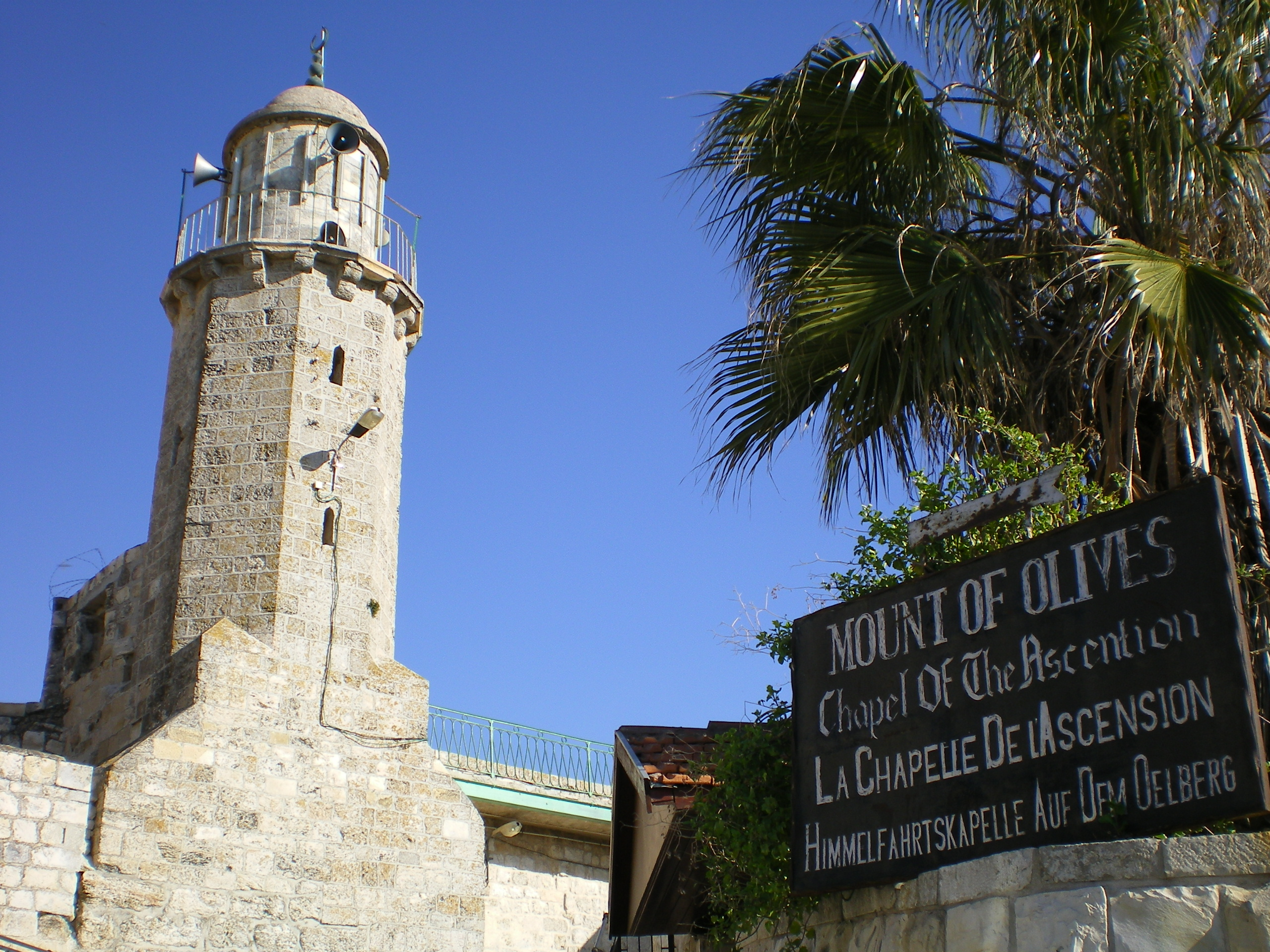
Minaret (vnější stěna)
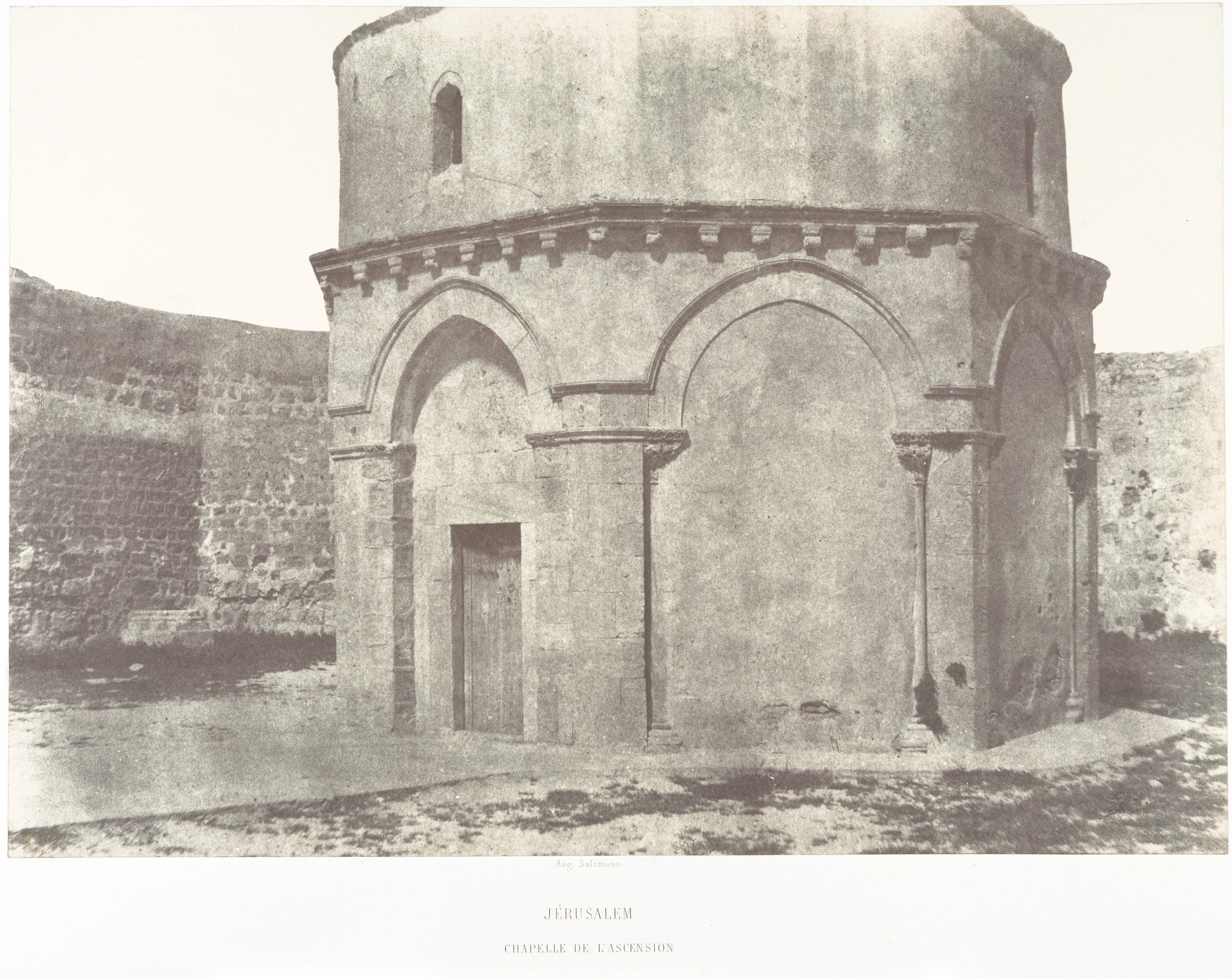
Kaple Nanebevstoupení, Jeruzalém
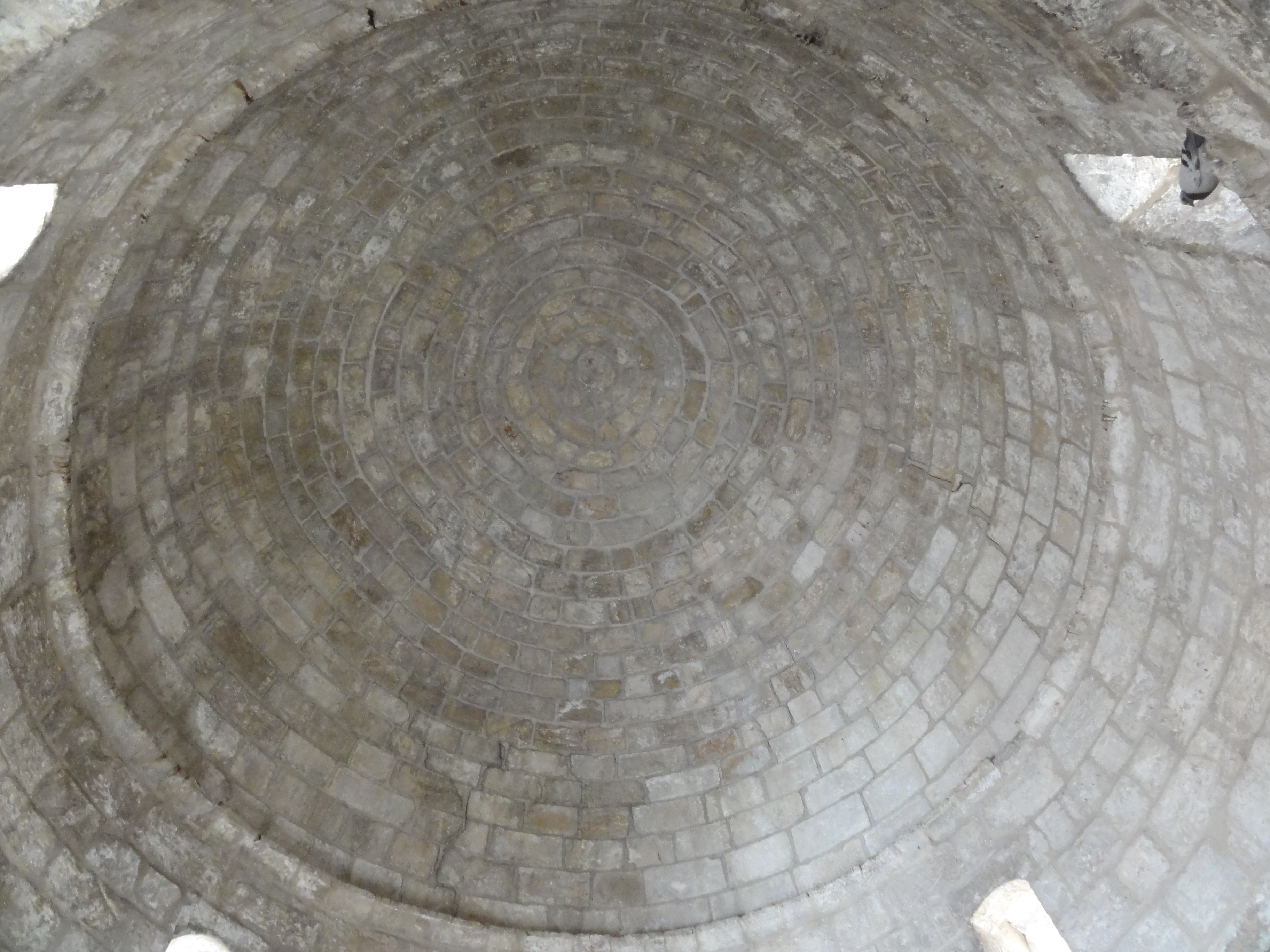
Kaple Nanebevstoupení – kupole
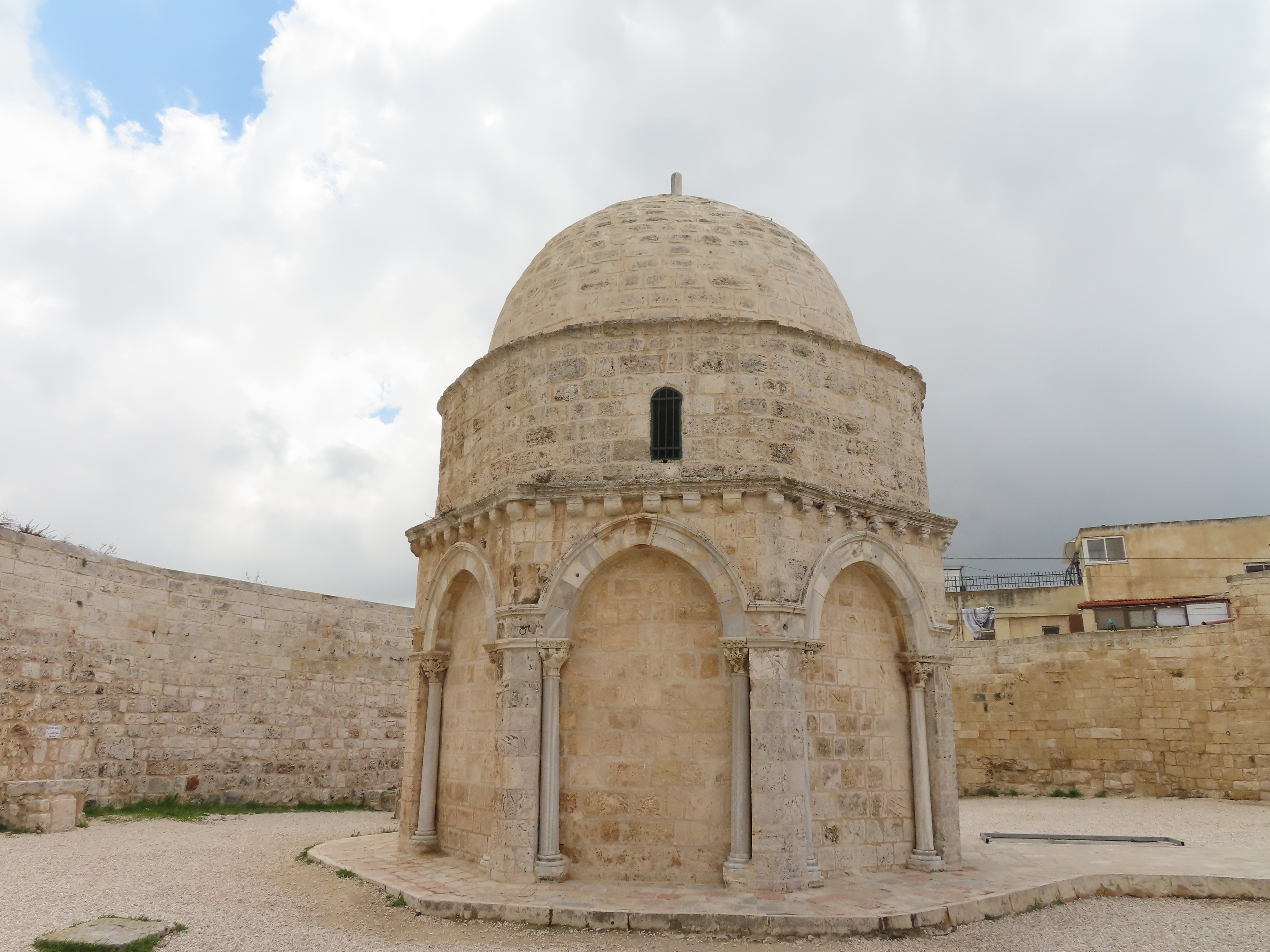
Kaple Nanebevstoupení (edikule)